# Artem Rakhmanov
Artem Rakhmanov, född 10 juli 1990, är en vitrysk fotbollsspelare som spelar för Ruch Brest. Han har under sin karriär representerat klubbar i Vitryssland, Estland, Moldavien, Ukraina, Polen och Sverige.

## Karriär
I januari 2019 värvades Rakhmanov av AFC Eskilstuna. Rakhmanov gjorde allsvensk debut den 8 april 2019 i en 3–2-förlust mot IK Sirius, där han blev inbytt i den 88:e minuten mot Ousmane Camara och en minut senare gjorde sitt första mål för klubben. I juni 2019 fick Rakhmanov lämna klubben.